# Amsterdam (album)
 For alternative betydninger, se Amsterdam (flertydig). (Se også artikler, som begynder med Amsterdam)
Amsterdam er et Bounty-album, som udkom i 2005.

## Nummerliste
1. Vildrosens doft (Zerny Martinsson/Britt Nilsson Dansk tekst: Ilse & Benny Simonsen)
2. Amsterdam (Lösnitz/Bergqvist/Backström Dansk tekst: Ilse & Benny Simonsen)
3. Søndag og solen den danser (Jørgen Hansen)
4. Forsamlingshuset (Thomas G:son Dansk tekst: Ilse & Benny Simonsen)
5. Den første gang (Carl Lösnitz-Peter Bergqvist-Hans Backström Dansk tekst: Ilse & Benny Simonsen)
6. Kom bliv her hos mig (Thomas G:son Dansk tekst: Ilse & Benny Simonsen)
7. Ingenting kan standse mig (Calle Kindbom/Git Persson Dansk tekst: Keld Heick)
8. Et skridt tilbage (Mats Larsson/Åza Karlström Dansk tekst: Ilse & Benny Simonsen)
9. Når du ta´r din telefon (H.Backström/P.Bergqvist Dansk tekst: Keld Heick)
10. Mr Dee Jay (Bergqvist/Backström Dansk tekst: Ilse & Benny Simonsen)
11. Åh Paulina (Steve Eriksson/Keith Almgren Dansk tekst: Preben Bang)